# Landschap met een rode ezel
Paysage à l'âne rouge (Nederlands: Landschap met een rode ezel) is een schilderij van de Russisch-Franse, doorgaans tot het expressionisme gerekende kunstschilder Chaim Soutine, geschilderd in 1922-1923, olieverf op doek, 81 x 62 centimeter groot. Het toont op een vervormde wijze een vredig dorpsgezicht. Het werk bevindt zich thans in een privécollectie te Spanje.

## Context
De non-conformistische, onrustige en vaak recalcitrante Soutine was afkomstig uit Wit-Rusland, maar vestigde zich in 1913 in Parijs, waar hij woonde in Montparnasse en vriendschap sloot met Amedeo Modigliani. Vaak was hij te vinden in het Louvre, waar hij Rembrandt en Goya bestudeerde. Tussen 1913 en 1919 waren alle elementen reeds aanwezig die ook zijn latere en meer bekende werk kenmerken: dikke, pasteuze verflagen en enigszins verwrongen, bijna altijd figuratieve afbeeldingen, in vrij felle kleuren. Hij was duidelijk nog op zoek naar een eigen handschrift, waarin hij de gruwelen en grillen die hij uit wilde drukken een plaats kan geven. Hoewel hij het zelf altijd ontkende, waren er toen reeds onmiskenbare invloeden van Vincent van Gogh en Paul Cézanne. 
Na de dood van Modigliani 24 januari 1920 en daags erna zijn vriendin Jeanne Hébuterne, toonde Soutine zich erg ontdaan, verliet Parijs en vestigde zich tot 1923 in het kunstenaarsdorpje Céret, in de Franse Pyreneeën, waar hij in de zomer van 1919 al eerder had gewerkt. In deze periode werkte hij met een grote ontlading en ontwikkelde hij zijn kenmerkende authentiek-expressieve stijl. Veel van Soutines bekendste werk stamt uit deze periode, waaronder Landschap met een rode ezel.

## Afbeelding
In Landschap met rode ezel beeldt Soutine op een vervormde doch minutieus geordende wijze een vredig dorpje af, met linksonder een figuur met wat een rode ezel moet zijn. De kracht van de compositie berust echter vooral op de krachtige weergave van de weelderige, majestueuze bomen. Vanaf de jaren twintig zouden bomen een bijna obsessief element in het werk van Soutine worden, te zien als een metafoor voor zijn geestestoestand en gevoel. Ze maken zijn mentale worstelingen manifest.
Duidelijk zichtbaar in het werk is andermaal de invloed van Cézanne en Van Gogh, niet alleen qua stijl, maar ook qua techniek, bijvoorbeeld in het aanbrengen van dikke pasteuse verflagen. In de expressieve stijl is Goya herkenbaar. Zijn agressieve penseelvoering en kleurgebruik worden thans gezien als een voorloper van het abstract expressionisme (Jackson Pollock) en naoorlogse groeperingen als Cobra.